# مقبل‌آباد (ارسنجان)
مقبل‌آباد (ارسنجان)، روستایی از توابع بخش مرکزی شهرستان ارسنجان در استان فارس ایران است، که در فاصله ۲۹ کیلومتری جنوب ارسنجان و در مسیر ارسنجان به سمت خرامه  قرار دارد.

## جمعیت
این روستا در دهستان شورآب قرار دارد و براساس سرشماری مرکز آمار ایران در سال ۱۳۸۵، جمعیت آن ۲۷۲ نفر (۶۴خانوار) بوده‌است.